# ناحیه تل‌العلی
ناحیه تل‌العلی یک منطقهٔ مسکونی در اردن است که در استان امان واقع شده‌است.